# BMCE Capital Equity Index 20
 (mai 2013).
Si vous disposez d'ouvrages ou d'articles de référence ou si vous connaissez des sites web de qualité traitant du thème abordé ici, merci de compléter l'article en donnant les références utiles à sa vérifiabilité et en les liant à la section « Notes et références ».
BMCE Capital Equity Index 20 (BCEI 20) est un indice mis en place par BMCE Capital, Pôle Banque d’Affaires du Groupe BMCE Bank. 

## Présentation
Le BMCE Capital Equity Index 20 (BCEI 20) intègre les 20 valeurs les plus liquides sur le marché marocain et représente à sa date de lancement 84 % du flottant de la Bourse de Casablanca. 
Il est diffusé en continu sur Bloomberg (ticker : BMCE20 Index),  Reuters (RIC : .BCEI20), le site internet de BMCE Capital et sur la presse spécialisée (l’Economiste, etc.).

## Règles de calcul
Le BCEI 20 a pour vocation de représenter l’évolution du marché boursier marocain et de constituer un benchmark pour la gestion indicielle. Il doit à ce titre :
- Présenter un degré élevé de corrélation avec le MASI ;
- Représenter une bonne partie de la capitalisation flottante de la place ;
- Etre aisément réplicable.

Pour y parvenir, des règles d’éligibilité sont prises en compte dans sa construction. Celles-ci incluent :
- la liquidité ;
- la stabilité de la liquidité ;
- la capitalisation flottante.

Les contraintes réglementaires applicables aux gestionnaires d’actifs, dans le cadre de la gestion indicielle, sont également prises en compte. Par exemple, les titres représentant plus de 10 % du MASI ne peuvent constituer plus de 15 % de l’indice, ceux représentant moins de 10 % ne peuvent dépasser les 10 % de l’indice.

## Composition de l'indice
Les pondérations à l’ouverture du marché le 1er janvier 2014 sont les suivantes :
|    | Valeurs                       | Pondération |
| -- | ----------------------------- | ----------- |
| 1  | AttijariWafa Bank             | 15 %        |
| 2  | Maroc Télécom                 | 15 %        |
| 3  | Banque populaire              | 10 %        |
| 4  | Addoha                        | 9,01 %      |
| 5  | BMCE Bank                     | 8,23 %      |
| 6  | Lafarge Maroc                 | 6,64 %      |
| 7  | Wafa Assurance                | 3,46 %      |
| 8  | Ciments du Maroc              | 3,55 %      |
| 9  | Holcim Maroc                  | 2,91 %      |
| 10 | CGI                           | 3,36 %      |
| 11 | BMCI                          | 3,12 %      |
| 12 | Managem                       | 3,03 %      |
| 13 | Alliances Développement       | 2,64 %      |
| 14 | Cosumar                       | 2,53 %      |
| 15 | Label Vie                     | 2,24 %      |
| 16 | Crédit Immobilier et Hôtelier | 2,29 %      |
| 17 | Compagnie minière de Touissit | 1,90 %      |
| 18 | Samir                         | 1,79 %      |
| 19 | Sonasid                       | 1,67 %      |
| 20 | Delta Holding                 | 1,62 %      |